# マリウス・ティンク
マリウス・ティンク（Marius Tincu、1978年4月7日 - ）は、ルーマニアの元ラグビーユニオン選手。

## プロフィール
- ルーマニア・ブナトリ出身。
- ポジションはフッカー(HO)[1]。
- 身長 184cm、体重 120kg
- ルーマニア代表通算キャップ数は53。
- 2007年W杯・2011年W杯のルーマニア代表に選ばれて2011年W杯の時は主将を務めた[2]。

## 略歴
ユ・クルジュ、ルアンNR、ラ・テスト、セクシオン・パロワーズを経て、2005年、USAペルピニャンに加入。
2012年、現役を引退した。